# Siao (flétna)

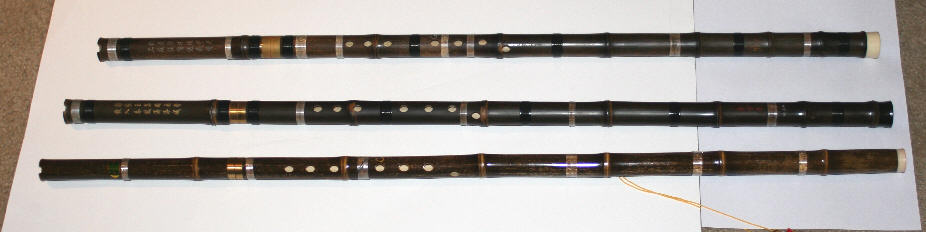
Siao

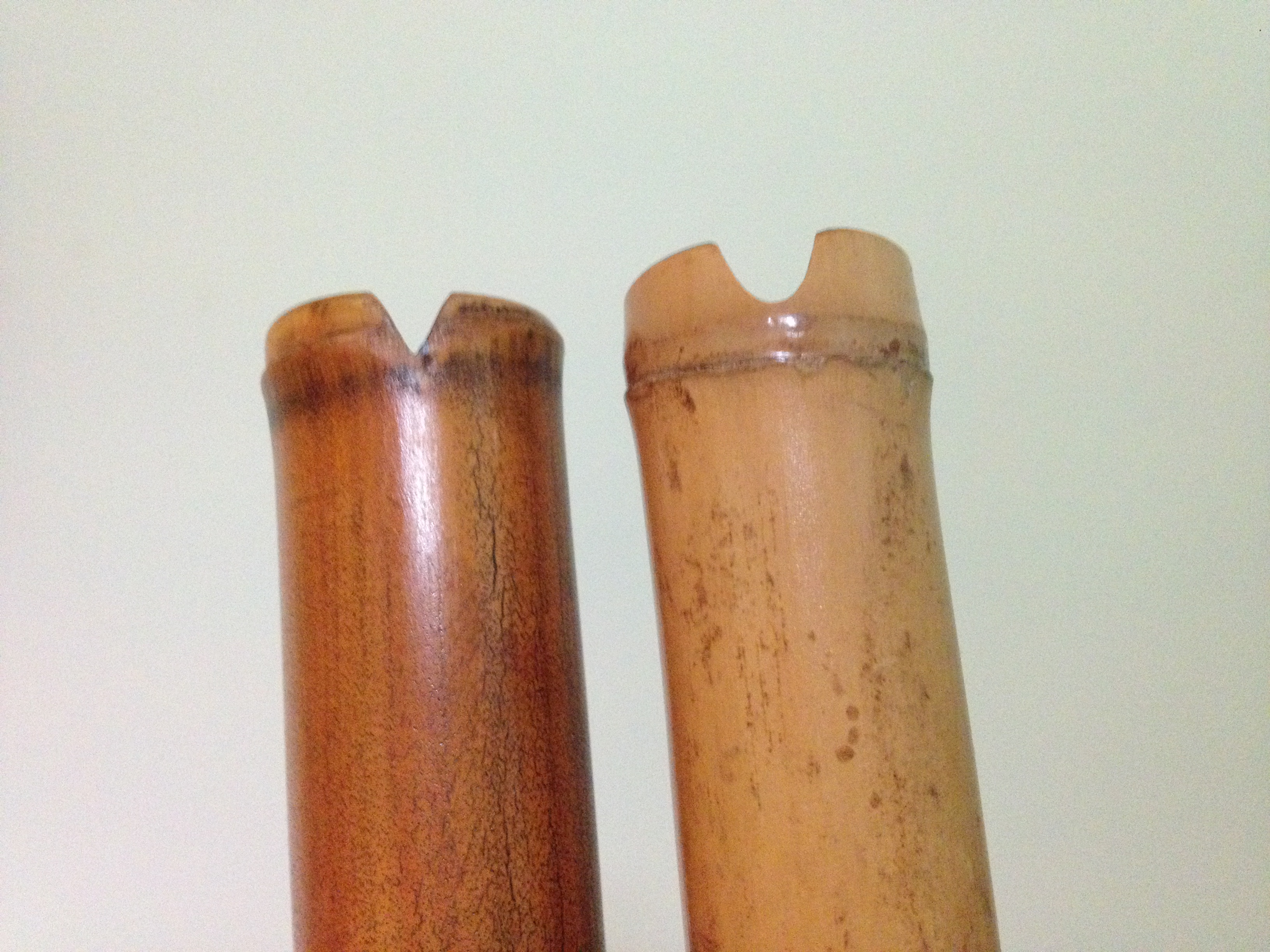
Otvory ve tvaru písmen V a U

Siao (čínsky pchin-jinem xiāo, znaky zjednodušené 箫, tradiční 簫) je tradiční čínská flétna známá pro svůj jemný a melancholický tón. Patří mezi tradiční čínské nástroje a je velmi podobná například flétně šakuhači. Flétna siao patří neodmyslitelně k čínské kultuře a lze ji vidět jako doprovod při nácviku bojového umění.

## Historie
Poprvé se objevila v dynastii Chan (206 př. n. l. – 220 n. l.) s tím, že ji možná dovezli z oblasti nyní známé jako severozápadní Čína. Před nárůstem oblíbenosti této flétny během dynastie Tchang byl termín siao používán pro nástroj později nazývaný pchaj-siao neboli Panova flétna, kdežto píšťaly s jednou trubicí se označovaly ti.

## Popis
Většina fléten siao je vyráběna z bambusu, ale můžeme je také najít v porcelánové a slonovinové podobě. Siao je přibližně 70 až 80 centimetrů dlouhá s pěti otvory na přední straně a s jedním otvorem na palec na zadní straně. Další otvory vespod flétny slouží k ladění, odvětrávání a upevnění ozdobných střapců. Flétna je dvoudílná; její dno je otevřené, horní část je však uzavřena přirozeným uzlem bambusu. Malý otvor, který je připojený k zářezu ve tvaru písmene V či U na horním okraji flétny, umožňuje proudění vzduchu celým nástrojem.

## Druhy
Siao existuje v několika dalších verzích:
- Tung siao má šest děr a je značně hlasitější; původem je z jižní Číny
- Čchin siao] je užší než klasická siao, ale s osmi otvory je nejdelším typem; ladí se v F a často doprovází sedmistrunnou citeru ku-čchin
- Pchaj siao neboli Panova flétna
- Nan siao (známá také jako čch’-pa) je krátká

Dalšími flétnami běžně se vyskytujícími v moderním čínském orchestru jsou pang-ti (梆笛), čchü-ti (曲笛), sin-ti (新笛), a ta-ti (大笛). Japonská flétna šakuhači svůj půvood odvozuje právě od čínské flétny siao.

## Hra
Na siao se hraje vertikálně a zvuk je tvořen o hranu na vrchním konci nástroje. Úhel, který při hře svírá flétna a tělo, je asi 45°. Při hře na siao musí hráč při vydechování vzduchu do flétny kontrolovat jeho množství.
Flétna se nejčastěji ladí v tónině G, může však být laděna i v F. Jemný zvuk flétny je vhodný pro sólové vystoupení, využití však najde i v malých komorních sborech.